# 해미 김씨
해미 김씨(海美金氏)는 충청남도 서산시 해미면을 본관으로 하는 한국의 성씨이다.
시조는 김종해(金宗海)는 신라 왕실의 후손으로, 조선에서 진사를 지냈다고 한다.

## 참고 자료
- “해미김씨(海美金氏)”. 뿌리를 찾아서.[깨진 링크(과거 내용 찾기)]